# Metarbela albitorquata
Metarbela albitorquata är en fjärilsart som beskrevs av George Francis Hampson 1910. Metarbela albitorquata ingår i släktet Metarbela och familjen träfjärilar. Inga underarter finns listade i Catalogue of Life.